# Илия Буржев
Илия Иванов Буржев е български поет.

## Биография
Роден е на 26 май 1931 г., с. Одърне, Плевенски окръг. Завършва Строителен техникум „Христо Ботев“ в София.
По разпределение го изпращат на работа в Бургас, където постъпва в тогавашния Окръжен народен съвет. От 1951 година живее и работи в Бургас.
Отбива военната си служба като моряк във Варна.
Работи като геодезист, строителен техник, библиотекар и журналист в бургаските вестници „Строителен зов“, „Нефтохимик“, „Черноморски фронт“, в националния столичен литературен вестник „Пулс“. Впоследствие е литературен консултант във в. „Черноморски фар“, заместник главен редактор на алманах „Море“, главен редактор в Радиоцентър „Бургас“, външнополитически наблюдател на в. „Бургас днес“.
От 1991 г. заедно с писателя Кузман Кръстев стават редактори-основатели на хумористичното списание за деца „Веселушко“, което излиза в Бургас до 1994 г.
Член на Съюза на българските писатели.
Удостоен е със званието Почетен гражданин на град Бургас.
Починал на 15 август 2008 година в Бургас.

## Творчество
Автор е на над 20 книги за възрастни и деца, на десетки естрадни и детски песни. Има много отпечатани публицистични материали и с името Илия Иванов. Дълго време печата хумористични и сатирични произведения най-вече с псевдонима Гръм Божиев.
Издал е следните стихотворни книги за възрастни:
- „Заливи“ (1962),
- „Измерения“ (1966),
- „Твоят глас“ (1967),
- „Към ябълка посягам“ (1975),
- „Кон от слънчоглед“ (1982),
- „Любовна нощ“ (1989),
- „От самотата идвам“ (1996),
- „Когато и сънят те е забравил“ (2002).

Издава също хумористичната и сатирична книга със стихове, разкази и фейлетони „Едно наум“ (2003). А част от писаните дълги години разкази, които имат за основа истински случаи, са събрани в книгата „Къде е хубавата жена“ (2004).
Книгите му, адресирани към децата, са следните:
- „Морски вятър“ (1969),
- „Две момчета с колелета“ (1976),
- „Рошав Пенчо“ (1980),
- „Момче с делфин“ (1981),
- „Ние сме зрънца“ (1984),
- „Лъжливото момче“ (1984),
- „Помислете-отгатнете“ (1985),
- „Мързеливото гларусче“ (1989),
- „Расли водорасли“ (1989),
- повестта със споменен характер „Без сбогом от дома“ (1988 – 1989),
- „Какво се крие, открийте вие!“ (1997),
- „Рошав Пенчо“ (Весела поема за деца, 2000).

Получавал е редица литературни награди.
За него са писали писатели и литературоведи като Андрей Германов, Асен Босев, Атанас Далчев, Атанас Лазовски, Божанка Константинова, Борис Делчев, Дамян Дамянов, Димитър Костадинов, Димитър Светлин, Добри Жотев, Драган Ничев, Ефрем Каранфилов, Здравко Петров, Иван Давидков, Иван Радоев, Иван Сарандев, Любен Бумбалов, Михаил Неделчев, Михаил Тошков, Недялко Йорданов, Никола Г. Николов, Николай Соколов, Пеньо Русев, Петър Тонков, Светлозар Игов, Симеон Хаджикосев, Тодор Янчев, Тома Бинчев, Яко Молхов и др.
Превеждан е на руски, полски, гръцки, френски, английски, испански, италиански и други езици.